# Namer
El Namer (leopardo en hebreo y al mismo tiempo una contracción formada por "NAgmash" y "MER de Merkava") es un  vehículo de combate de infantería pesado israelí basado en el tanque Merkava Mk. I y Mk. II. Este fue desarrollado y construido por el Departamento de Pertrechos Israelí. Entró en servicio durante un breve periodo con las Fuerzas de Defensa de Israel (FDI) hasta el verano de 2008, donde posteriormente pasaría a ser retirado del servicio activo, en favor del más sofisticado Namera, que está concebido sobre la base del chasis del carro de combate Merkava Mk. IV.

## Historia

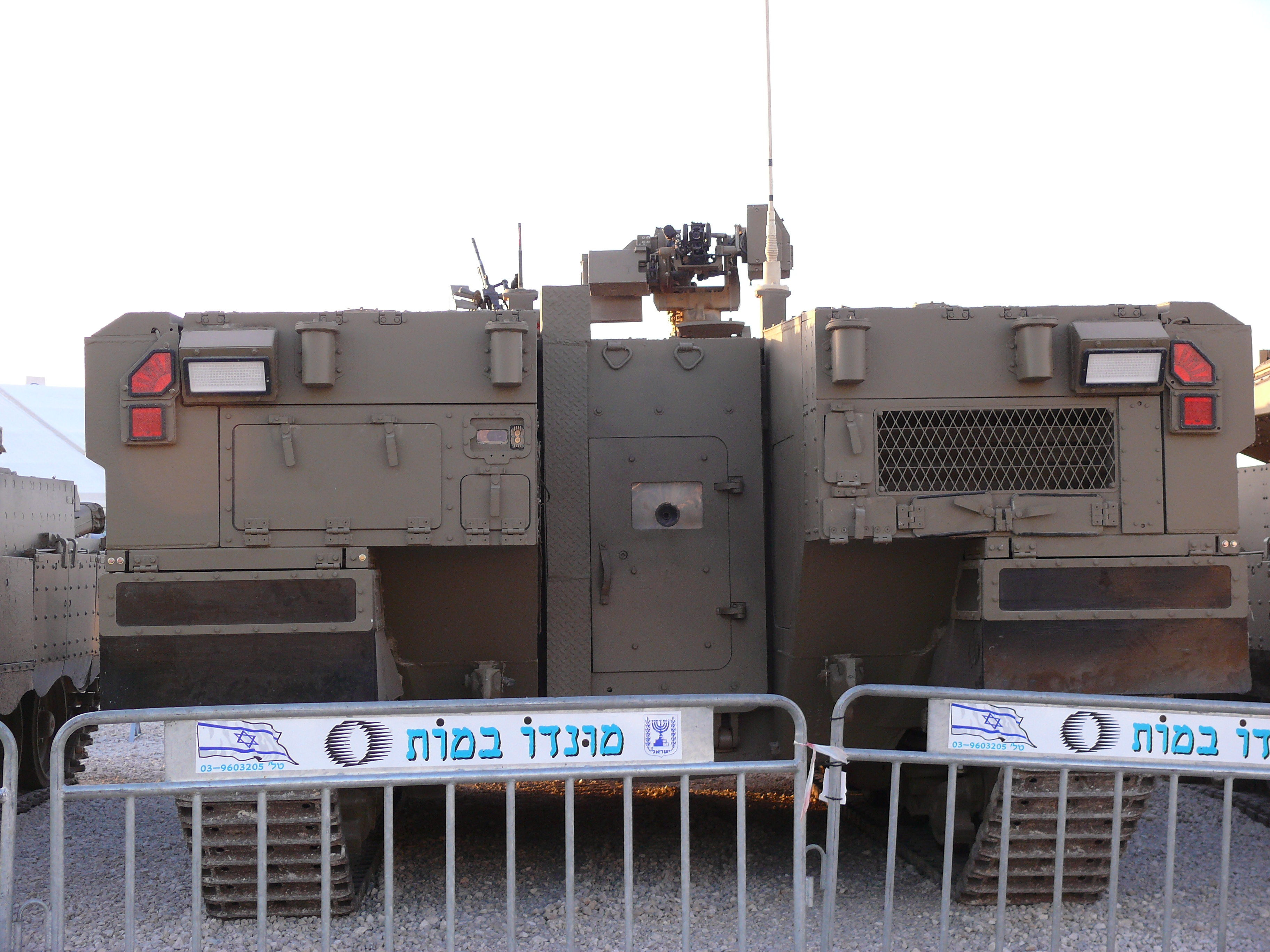
Un prototipo del Namer, pero finalmente y al estar basado el modelo de producción en serie del mismo y ya sobre la base del chasis del Merkava Mk. IV, queriéndose seguir la línea de nombres se toma el de Namera.

### Década de 1990 - 2004
Israel siempre se ha afanado en la búsqueda de la protección de su personal militar, que frente al de sus vecinos y rivales es muy reducido; y ha querido optimizar los recursos de sus tropas al aprovechar los cascos de sus carros en desuso. La experiencia con los M113 no fue muy exitosa en cuanto a protección en las guerras de 1973 y 1982. A pesar de mejorar su blindaje seguía habiendo carencias.
Con la exitosa experiencia de transformar los cascos de tanques T-55, Merkava Mk. I y Centurión en transportes blindados de personal (Nagmachon) y vehículos de ingenieros (Puma, Nakpadon); seguida por la valiosa y muy acertada solución de la conversión de varios tanques en vehículos de combate de infantería para los cascos en desuso del Merkava Mk. I y II en transportes blindados de personal/vehículos de combate de infantería, ya que se haría uso del grueso blindaje con el que estos vienen dotados para resguardar a sus combatientes. La idea era muy prometedora, porque 250 tanques Merkava Mk.I estaban siendo gradualmente retirados de servicio, y no se pudo concretar de manera definitiva la idea de convertirlos en óbuses autopropulsados, y ya estaba demostrado que el espacio demasiado ajustado para el cañón de 105 mm de los Merkava Mk. II no les dejaba ser reemplazados por los más modernos cañones de la IMI de 120 mm.
El desarrollo no avanzó mucho en la década de 1990 debido a la falta de fondos, pero tras el Conflicto de la Franja de Gaza de 2004, que puso en evidencia la vulnerabilidad de los transportes blindados norteamericanos en uso ante las bombas artesanales y los lanzacohetes antitanque RPG-7, las FDI reiniciaron el desarrollo del vehículo. Entonces se prefirió desarrollar y producir localmente el Namer, y posteriormente se avanzarría hacia el Namera de mejor calidad y de producción local, a comprar el transporte blindado de personal Stryker, ofrecido por los Estados Unidos y de muy baja protección, a pesar de ser un vehículo ya probado.

### 2005 al 2008

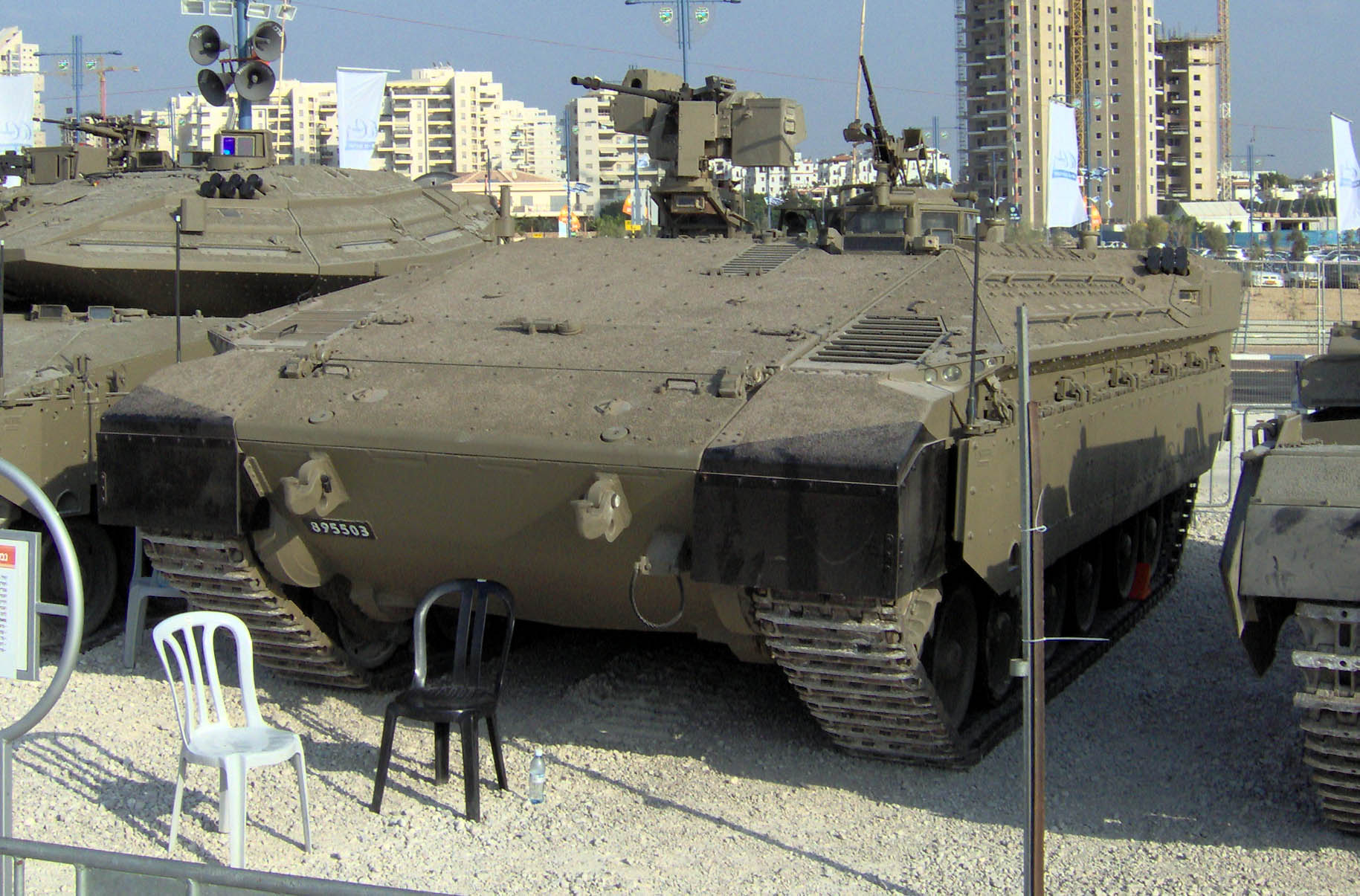
Un Namera operativo basado en el Merkava Mark IV.

Eventualmente, el Departamento de Pertrechos Israelí desarrolló algunos prototipos de vehículos de combate de infantería basados en el chasis del Merkava Mk. I (denominados Nemer), así como un puñado de vehículos de combate de infantería basados en el chasis del Merkava Mk IV (denominados Namera) El vehículo inicialmente iba a ser llamado Nemmer (del hebreo: leoparda), pero dicho prototipo inicial aunque bautizado como Nemera fue reemplazado por uno llamado más tarde como Namer. Este fue el nombre con el que se conoció el prototipo inicial y así como el proyecto en general, hasta su reemplazo.
Las plantas de producción, tanto en Israel como en los Estados Unidos contemplaban que las entregas se finalizara en el año 2015, y que un segundo lote se podía entregar hasta el año 2019, pero dichos planes fueron truncados por la adopción del Namera. 
El 15 de febrero de 2005, el diario Maariv informaba que un prototipo del Namera (el Namer), basado en el Merkava Mk. I estaba siendo empleado por la Brigada Givati para pruebas y evaluación. Estaba equipado con una torreta de control remoto Rafael, operada y alimentada desde el interior del vehículo. Esta misma unidad fue expuesta en la feria de armamento Eurosatory 2005, atrayendo el interés de potenciales clientes extranjeros.  
Las lecciones aprendidas en las batallas de la Guerra del Líbano de 2006 también confirmaron la validez de este programa. En consecuencia, se reportó en 2007 que los quince primeros Namer para pruebas serían suministrados en 2008 y que más de un centenar finalmente equiparían a dos brigadas de combate. Sin embargo, se abandonaron los planes de conversión en favor del empleo de chasis de los más sofisticados Merkava Mark IV, a los que se bautizaría Namera, siendo éste finalmente el vehículo aceptado en servicio actualmente.

## Diseño

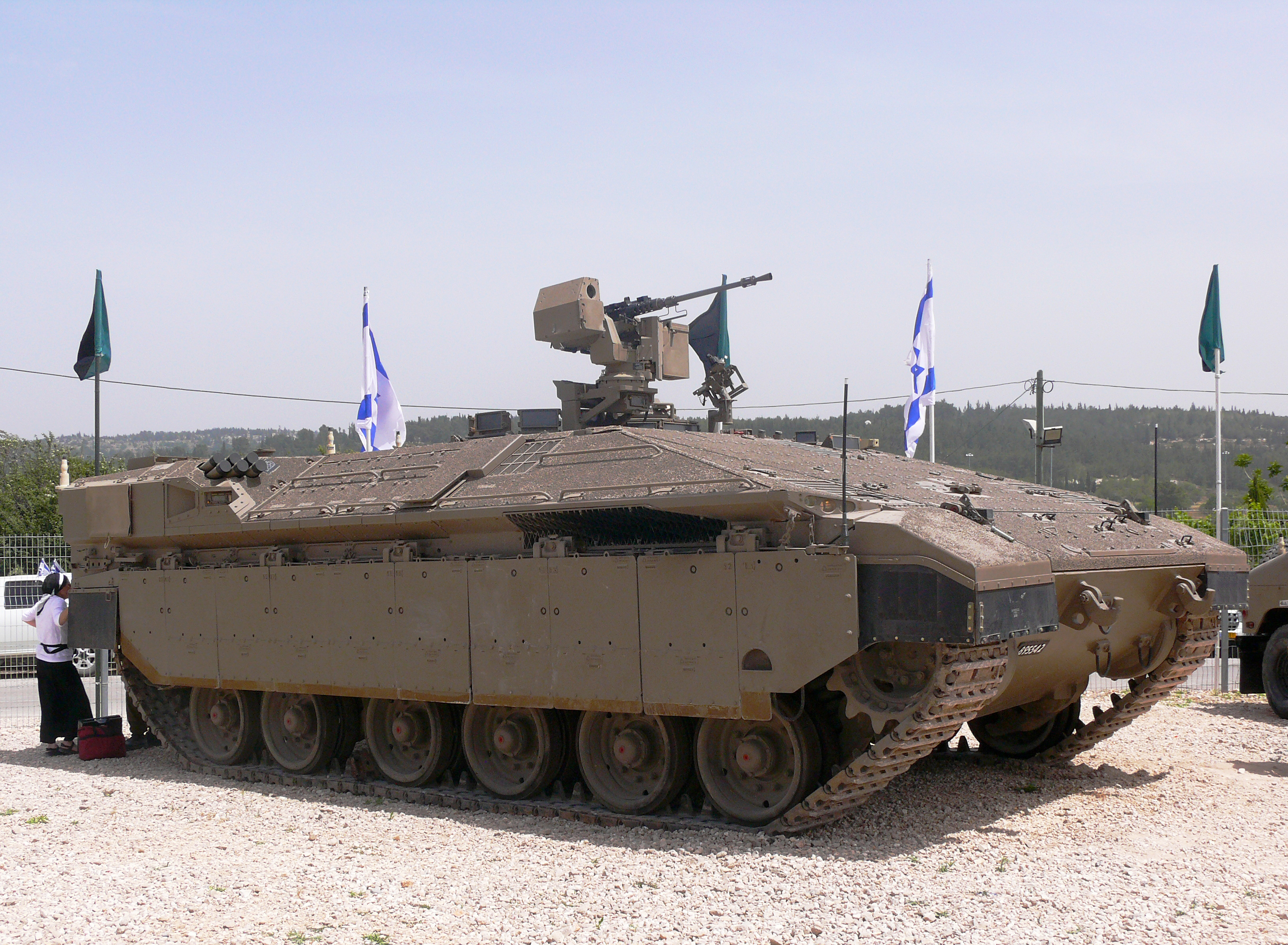
Un Namera, versión final del concepto del Namer, operativo expuesto en Yad La-Shiryon, Latrun.

### Supervivencia
Al igual que el Merkava Mark II, el Namer ha sido diseñado para ofrecer un alto nivel de supervivencia a sus tripulantes en el campo de batalla con ayuda de su blindaje espaciado y su construcción enfatizada en la sobrevivencia de su tripulación (con el motor y transmisión al frente del casco), a diferencia del Namera que ya usa blindaje modular; y su blindaje ventral es del tipo en V reforzado y protección ABQ. También puede ser equipado con un sistema de protección activa (contramedidas electrónicas, blindaje reactivo).

### Armamento
El "Namer" estaba armado con un único montaje tanto con un montaje Kathlanit OWS, compuesto de una ametralladora M2 o de un lanzagranadas automático Mk-19 montados en una torreta a control remoto similar a la del sistema RCWS Samson, la ametralladora FN MAG calibre 7,62 mm y el mortero Soltam de 60 mm. equipados en el Namera de serie apenas si estaban contemplados. No lleva los lanzagranadas como si lo hace el "Namera", pero tiene un inyector de diésel adosado sobre el escape del motor, el que le permite crear pantallas de humo para evadirse del enemigo. Además se llegó a contemplar la instalación de un cañón automático de 30 mm en una torreta remota, solución que finalmente se incorporó al "Namera". La adopción de armamento más pesado como los misiles anti-blindados Spike y de otra clase de armamento adicional se finalizó ante la aparición de su evolución, el Namera; en el que se aprovecharía gran parte de las soluciones tecnológicas salidas de su accionar en los conflictos del 2006.

### Capacidades
El Namer es capaz de maniobrar sobre terreno difícil, propulsado por el motor diésel enfriado por aire de la Teledyne Continental, el modelo seleccionado fue el mismo que equipa a los Merkava Mk.3 el 'AVDS-1790-9AR' de 12 cilindros en V de 1200 CV (895 kW). Puede transportar hasta 12 soldados (la tripulación y 9 soldados completamente equipados) y una camilla, o dos camillas y equipo médico en el Namerbulance (la versión de evacuación médica). La entrada posterior original del Merkava Mk. II fue rediseñada para ser una combinación de rampa y de puerta más ancha con una tronera para francotirador. Esta solución se mostraría como definitiva en el Namera. A diferencia del anterior, este no tiene las dos escotillas en el techo, y su techo no es más alto que el techo del chasis del Merkava, otro error de diseño posteriormente corregido en el Namera. Además emplea el mismo sistema de control digital que el Merkava Mark IV.

## Diferenciación
No debe confundirse al denominarlo Namera; ya que el Namer fue como la base de experimentación sobre la que se diseñó y sobre la que se reutilizaron elementos prácticos reaprovechables de los cascos retirados de los Merkava Mk. I y Mk.II, y su versión final es el Namera, basado en el casco de un Merkava Mk.4.

## Usuarios
- Israel

Cerca de 200 unidades, todas ellas en retiro, en favor de estas se ha empezado la construcción del Namera, en base del chasis del más sofisticado tanque Merkava Mk.4.

### Posibles usuarios
- Azerbaiyán

Los gobiernos de Azerbaiyán e Israel han llevado a cabo negociaciones sobre los blindados Namer y Namera.

### Desarrollos relacionados
- Merkava
- Nemer
- Namera
- Sholef

### Vehículos similares
- Schützenpanzer Puma
- Lynx
- ZBD-97
- K-200/KIFV
 K-21 IFV
- AIFV
 M2/M3 Bradley
- /ASCOD Pizarro/ULAN
- AMX-10P
- Achzarit
- Dardo
- Tipo 89 VCI
- VCI Anders
- FV510 Warrior
- BMP-3
 BMP-T
  BTR-T
- Bionix VCI
- CV90/CV9030/CV9040